# کالتون، بدفوردشر
کالتون (به انگلیسی: Carlton) یک روستا در بریتانیا است که در Carlton and Chellington واقع شده‌است.